# Homberg (Berna)
Homberg é uma comuna da Suíça, no Cantão Berna, com cerca de 484 habitantes. Estende-se por uma área de 6,52 km², de densidade populacional de 74 hab/km². Confina com as seguintes comunas: Fahrni, Heiligenschwendi, Horrenbach-Buchen, Schwendibach, Steffisburg, Teuffenthal, Tune, Unterlangenegg.
A língua oficial nesta comuna é o Alemão.